# Constant-Jules Paillard-Ducléré
Pour les autres membres de la famille, voir Paillard-Ducléré.
Constant-Jules Paillard-Ducléré (20 octobre 1844 à Paris - 9 juin 1905 à Paris), est un diplomate et homme politique français.

## Biographie
Fils de Constant-Louis Paillard-Ducléré, il fit son droit à Paris, entra, comme archiviste, au ministère des Affaires étrangères en 1866, et passa à la direction politique en 1868. 
Secrétaire d'ambassade le 11 septembre 1877, il se présenta sans succès à la députation, le 14 octobre 1877, dans la 2e circonscription du Mans. Devenu sous-chef de cabinet le 14 décembre 1877, il fut attaché, en qualité de secrétaire, à la mission française au congrès de Berlin en juin 1878. 
Mis en disponibilité à son retour, maire de Montbizot et conseiller général du canton de Ballon (Sarthe), il fut élu député du Mans, le 21 août 1881. 
Paillard-Ducléré fut nommé ministre plénipotentiaire en 1884 et obtient sa réélection le 4 octobre 1885.
Il fut président de la délégation française à la Commission des Pyrénées en 1894 et délégué de France à la Commission européenne du Danube de 1896.
Il est promu officier de la Légion d'honneur en 1898.

## Sources
- « Constant-Jules Paillard-Ducléré », dans Adolphe Robert et Gaston Cougny, Dictionnaire des parlementaires français, Edgar Bourloton, 1889-1891 [détail de l’édition]